# Rudá Franco
Rudá Franco (Bauru, 25 de julho de 1986) é um jogador brasileiro de polo aquático.

## Carreira
Em 2016 esteve representando a equipe que competiu nos Jogos Olímpicos do Rio e finalizou em oitavo lugar.
A nível de clubes jogou três temporadas na Liga Espanhola (2008–2009 e 2009–2010), com passagens pelo Club Deportivo Waterpolo Turia e Club Waterpolo Navarra. Atualmente é atleta do NC Chios, da Grécia.